# Rancho Alegre
Rancho Alegre és una concentració de població designada pel cens del Comtat de Jim Wells a l'estat de Texas (Estats Units d'Amèrica).

## Demografia
Segons el cens dels Estats Units del 2000, Rancho Alegre tenia 1.775 habitants, 544 habitatges, i 441 famílies. La densitat de població era de 543,9 habitants/km².
Dels 544 habitatges en un 43,2% hi vivien nens de menys de 18 anys, en un 54,8% hi vivien parelles casades, en un 19,7% dones solteres, i en un 18,9% no eren unitats familiars. En el 17,5% dels habitatges hi vivien persones soles el 7,7% de les quals corresponia a persones de 65 anys o més que vivien soles. El nombre mitjà de persones vivint en cada habitatge era de 3,26 i el nombre mitjà de persones que vivien en cada família era de 3,67.
Per edats la població es repartia de la següent manera: un 34% tenia menys de 18 anys, un 11,8% entre 18 i 24, un 25,5% entre 25 i 44, un 18,8% de 45 a 60 i un 9,8% 65 anys o més.
L'edat mediana era de 28 anys. Per cada 100 dones de 18 o més anys hi havia 91 homes.
La renda mediana per habitatge era de 22.534 $ i la renda mediana per família de 23.920 $. Els homes tenien una renda mediana de 19.769 $ mentre que les dones 14.489 $. La renda per capita de la població era de 8.963 $. Aproximadament el 32,6% de les famílies i el 31,6% de la població estaven per davall del llindar de pobresa.

## Poblacions properes
El següent diagrama mostra les poblacions més properes.